# 乐思
在音乐中，乐思(musical idea)是指有表情意义的音乐片段，是构成音乐的基本材料。其规模可大可小，小到几个音，大至完整的主题。

## 与动机的区别
动机（motif）是主题赖以成长和决定其性格面貌的主导因素，是从主题中分解出的最具特性的短小片段。而乐思的规模则可大可小，可以是只有几个音的动机，亦可以是多达十几个甚至几十个小节的完整的主题。